# Volta Ciclística do Pará
A Volta Ciclística do Pará é uma competição ciclística profissional de estrada por etapas disputada anualmente durante o mês de junho em Belém, Pará, Brasil. A prova existe tanto para a elite masculina como a feminina do ciclismo nacional, além das categorias juniores e masters. Diferentemente da maioria das provas por etapas do ciclismo de estrada, a Volta Ciclística do Pará não tem sua classificação geral definida por tempo, mas sim, por pontos acumulados ao final de cada etapa.
Organizado pela primeira vez em 2010, o evento é normalmente disputado em 3 etapas, geralmente 2 circuitos em Belém e uma etapa de estrada (resistência). Em 2013, a etapa de resistência teve 100 kms de distância, sendo disputada na Rodovia Alça Viária, ao passo que a distância dos circuitos foi definida por tempo - 70 minutos para a primeira etapa e 90 minutos para a segunda. Em geral, são etapas bastante planas, com poucas subidas. A exceção a esse formato de prova foi na segunda edição, em 2011, quando uma etapa de contra-relógio individual também foi disputada, totalizando 4 etapas naquela edição da prova (a classificação geral ainda foi definida por pontos).
Atualmente, a Volta Ciclística do Pará recebe no calendário nacional da CBC a categoria 2, das provas por etapa nacionais, sendo portanto uma das provas que mais dá pontos para o ranking nacional, estando atrás somente das provas por etapas internacionais e do Campeonato Brasileiro de Ciclismo de Estrada. Além da categoria elite masculino, o evento é válido para o ranking nacional nas categorias elite feminino, juniores e masters.

## Regulamento
Diferentemente da maioria das outras provas por etapas do ciclismo de estrada, a classificação geral da Volta Ciclística do Pará não é decidida pela soma dos tempos de cada etapa, mas sim pelos pontos que os ciclistas conquistam sendo os primeiros colocados no final de cada etapa. Quem conquistar mais pontos na soma de todas as etapas é o campeão da prova. A pontuação em cada etapa é distribuída da seguinte forma:
| Colocação | Pontuação |
| --------- | --------- |
| 1º        | 15        |
| 2º        | 12        |
| 3º        | 10        |
| 4º        | 8         |
| 5º        | 7         |
| 6º        | 6         |
| 7º        | 5         |
| 8º        | 4         |
| 9º        | 3         |
| 10º       | 2         |

Todos os ciclistas que concluírem a etapa também recebem um ponto.

## Vencedores
| Ano  | Vencedor            | Segundo lugar        | Terceiro lugar         | Equipe vencedora                    |
| ---- | ------------------- | -------------------- | ---------------------- | ----------------------------------- |
| 2010 | Sérgio Barichello   | Lourismar Souza      | Gilson Silva           | Clube Amazônia                      |
| 2011 | Eduardo Pinheiro    | Bruno Tabanez        | Geraldo da Silva Souza | São Lucas Saúde - Giant - Americana |
| 2012 | Alex Diniz          | Francisco Chamorro   | Jadson Prudêncio       | Asalp - Cooesa - Fabel              |
| 2013 | João Marcelo Gaspar | Jean Marcel Da Silva | Geraldo da Silva Souza | Ananindeua E. C.                    |

## Vitórias de Etapa
11 ciclistas alcançaram vitórias de etapa entre as 13 realizadas nas 4 edições da prova, e 2 deles o fizeram mais de uma vez:
| Nome                   | Vitórias |
| ---------------------- | -------- |
| Eduardo Pinheiro       | 2        |
| João Marcelo Gaspar    | 2        |
| Valmir Baia            | 1        |
| Sérgio Barichello      | 1        |
| Lourismar Souza        | 1        |
| Bruno Tabanez          | 1        |
| Geraldo da Silva Souza | 1        |
| Francisco Chamorro     | 1        |
| Jadson Prudêncio       | 1        |
| Alex Diniz             | 1        |
| Jean Marcel Da Silva   | 1        |

Tanto Eduardo Pinheiro quanto João Marcelo Gaspar, que venceram mais de uma etapa na história da competição, o fizeram na mesma edição da prova (2011 e 2013, respectivamente), de modo que o maior número de vitórias de etapa em somente uma edição da prova é 2. Ambos também ganharam a classificação geral nessas edições da competição.